# Tswaane
Tswaane – wieś w Botswanie w dystrykcie Kweneng. Według spisu ludności z 2011 roku wieś liczyła 603 mieszkańców.